# احمد بن بله
محمد احمد بن بله (به عربی: أحمد بن بلّة) (زاده ۲۵ دسامبر ۱۹۱۶ – درگذشته ۱۱ آوریل ۲۰۱۲) رهبر سیاسی جنگ استقلال الجزایر، نخستین نخست‌وزیر و نخستین رئیس‌جمهور انتخابی الجزایر بود که کشورش را به سوی یک اقتصاد سوسیالیستی سوق داد.

## زندگی
بن بله در یک خانواده کشاورز در شهر کوچک مغنیه در نزدیکی مرز مراکش به دنیا آمد. در ۱۹۳۷ وارد ارتش فرانسه شد و درجه گروهبانی را نیز دریافت کرد. او تا سال ۱۹۴۰ در مارسی اقامت داشت و آنگاه بازگشت به الجزایر را به ماندن در فرانسه و بازی فوتبال حرفه‌ای در تیم المپیک مارسی ترجیح داد و سه سال بعد را در مزرعه خانوادگی‌اش کار کرد.
در ۱۹۴۳ به پست خود در ارتش بازگشت و به دلیل خدماتش در دوران جنگ در ایتالیا دو مدال نظامی نیز دریافت کرد. پس از پایان جنگ به مخالفت با ادامه حکومت فرانسه بر الجزایر پرداخت. در ۱۹۴۷ به عضویت شورای شهر مغنیه درآمد، اما سال بعد با دخالت فرانسوی‌ها در انتخابات از ورود به مجمع الجزایر بازماند.

## مخالفت با حکومت فرانسه
بن بله و دیگر جوانان ناراضی الجزایر در همین سال یک سازمان مخفی شبه‌نظامی با حدود ۱۸۰۰ عضو در سراسر کشور را ایجاد کردند که استقلال و تشکیل یک حکومت انقلابی در الجزایر از طریق مبارزه مسلحانه را دنبال می‌کرد. او در ۱۹۵۰ دستگیر و زندانی شد، اما دو سال بعد از زندان گریخت و به مصر رفت.
بن بله و دیگر رهبران مهاجر الجزایری مقیم مصر در ۱ نوامبر ۱۹۵۴ پس از یک ملاقات محرمانه در سوئیس با رهبران مخالفی که هنوز در الجزایر ساکن بودند، تشکیل جبهه آزادی‌بخش میهنی را برای فرماندهی مبارزه مسلحانه علیه استعمارگران فرانسوی اعلام کردند. او نقش مهمی در رهبری حزب داشت و همزمان قاچاق سلاح به خاک الجزایر را نیز سازمان‌دهی می‌کرد. بن بلا در سال ۱۹۵۶ از دو ترور ناموفق یکی در قاهره و دیگری در تریپولی جان بدر برد. اما در همین سال در الجزایر توسط نظامیان فرانسوی دستگیر شد و تا ۱۹۶۲ در زندان بود.

## حکومت
پس از استقلال الجزایر بن بلا با کمک ارتش آزادی‌بخش میهنی به رهبری هواری بومدین در اوت ۱۹۶۲ دولت موقت را سرنگون کردند و بن بلا به قدرت رسید. یک‌سال بعد او به ریاست جمهوری انتخاب شد.
بن بله در دوران حکومت خود به اصلاحات اقتصادی مهمی دست زد. همچون ملی‌سازی مزارع بزرگ فرانسوی‌ها و وسایل تولید، احیای سنت‌های عربی و اسلامی و اختصاص یک‌چهارم بودجه دولت به بخش آموزش. در سیاست خارجی الجزایر روابط نزدیک با فرانسه را دنبال کرد و حمایت از جنبش‌های آزادی‌بخش ملی و سیاست عدم تعهد را برگزید. الجزایر در این دوران روابط نزدیکی نیز با کشورهای عربی برقرار کرد.

## درگذشت
احمد بن بله در ۱۱ آوریل ۲۰۱۲ در سن ۹۵ سالگی درگذشت.